# Rijksbeschermd gezicht Elsloo
Het rijksbeschermd gezicht Elsloo is een van rijkswege beschermd dorpsgezicht in het dorp Elsloo in de Nederlands-Limburgse gemeente Stein.

## Beschrijving gebied
Het beschermde gebied bestaat uit de oude dorpskern van Elsloo en de daarop aansluitende kasteeltuin en landerijen behorende bij Kasteel Elsloo. Beide elementen vormen een ruimtelijke eenheid, dat vanwege zijn schoonheid en bijzonder karakter door het Rijk van algemeen belang wordt geacht en om die reden beschermd wordt volgens artikel 20 van de Monumentenwet.
De dorpskern van Elsloo is gelegen op de rand van een plateau, dat een helling vormt naar het Maasdal. Het oudste deel van het dorp bestaat in feite uit één hoofdstraat, de Dorpstraat, die zich aan beide uiteinden splitst in secundaire straten: de Kaakstraat, de Raadhuisstraat, de Maasberg en Op de Berg. Als bijzonderheid valt hierbij op te merken, dat het westelijk gelegen einde zich niet alleen in horizontale zin splitst, maar ook in verticale zin door het verschil in hoogte op de helling. Het vrij grote hoogteverschil zorgt er tevens voor dat een klein beekje als de Slakbeek voldoende waterkracht kan leveren voor het aandrijfmechanisme van een watermolen, de Slakmolen.
De geschiedenis van de nederzetting Elsloo gaat terug tot in de vroege middeleeuwen. Het dorp had toen een grotere omvang dan de huidige dorpskern en strekte zich verder in westelijke richting uit; een verandering in de loop van de Maas, alsmede het graven van het Julianakanaal, hebben echter een gedeelte van het dorp tezamen met het oorspronkelijke kasteel van Elsloo doen verdwijnen. Het huidige kasteel, althans datgene wat er nog van rest, is in de 17e eeuw ontstaan uit een verbouwing van de voormalige brouwerij. Ook de middeleeuwse kerk is verdwenen en heeft plaats gemaakt voor een neoclassicistisch bouwwerk, dat in 1849 naar een ontwerp van de Maastrichtse architect Dumoulin achter de plek van de oude kerk verrees. Gelegen op het plateau aan de noordwestzijde van het dorp beheerst de kerk het dorpsbeeld van Elsloo vanaf de Maas.
Langs de historische straten met lintbebouwing bevinden zich diverse rijksmonumenten. Ook de niet-monumentale bebouwing in het beschermde gebied ondersteunt door haar eenvoud van massa, traditionele dakvormen, gevelindeling en materiaalgebruik, het historische karakter van het dorpsgezicht. Een aantal panden zouden na ontpleistering meer kunnen bijdragen aan het historische beeld. Aan de straat Op de Berg ligt een zeer schilderachtige groep 18e-eeuwse huizen. Het 17e-eeuwse Schippershuis, gebouwd in de stijl van de Maaslandse renaissance, heeft een zijgevel met spekbanden van baksteen en Limburgse mergel.

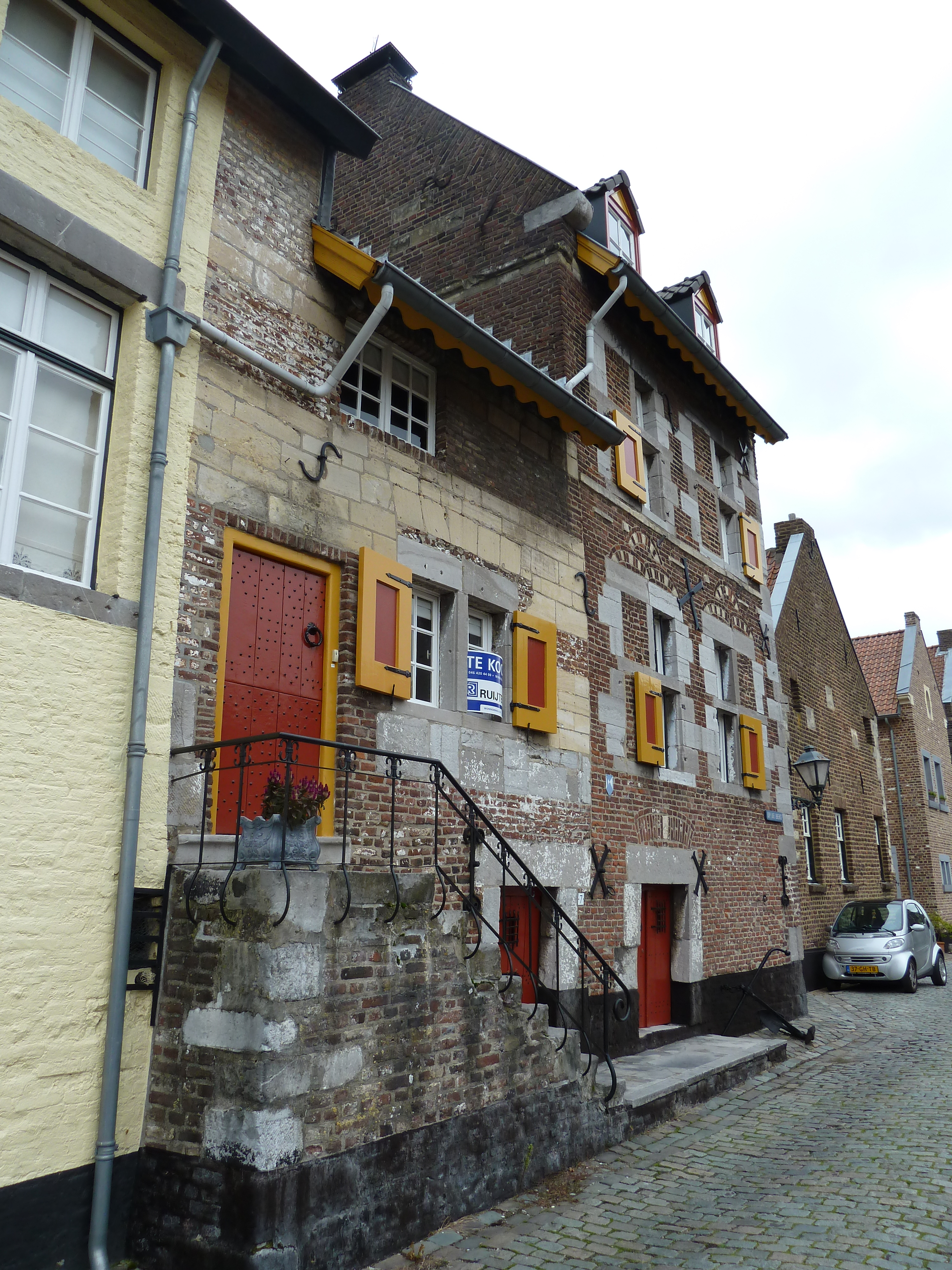
Op de Berg
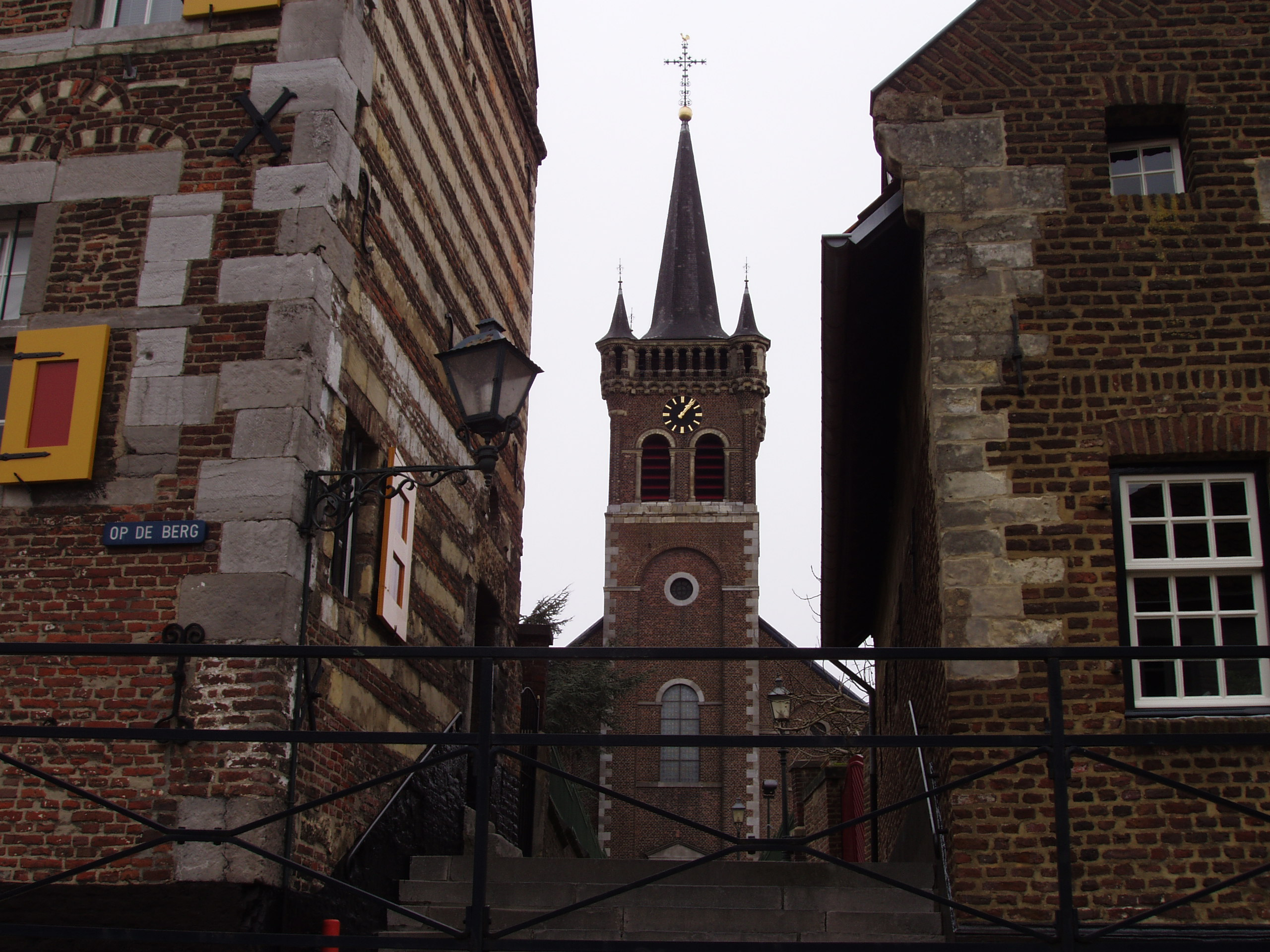
Augustinuskerk
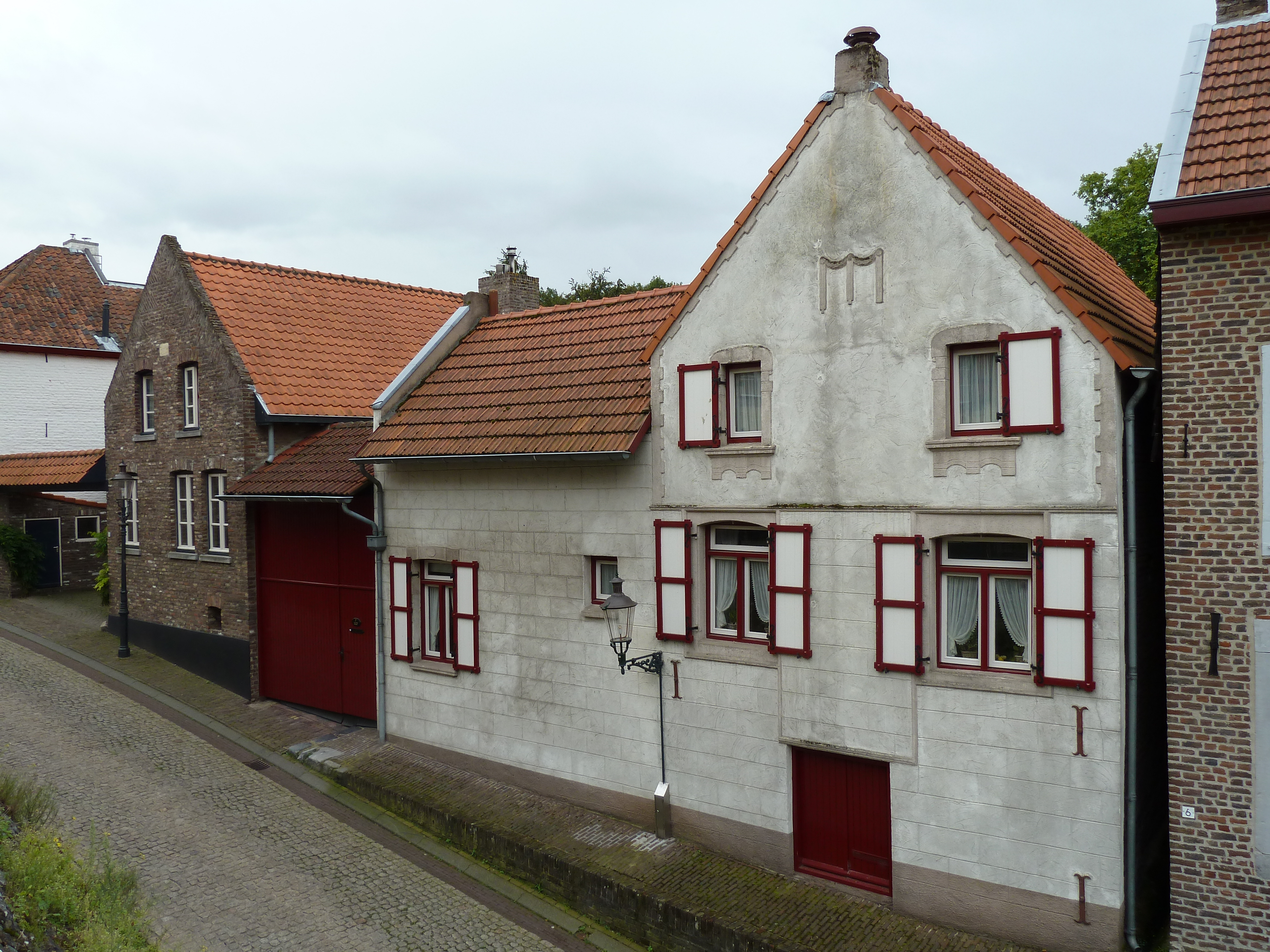
Maasberg
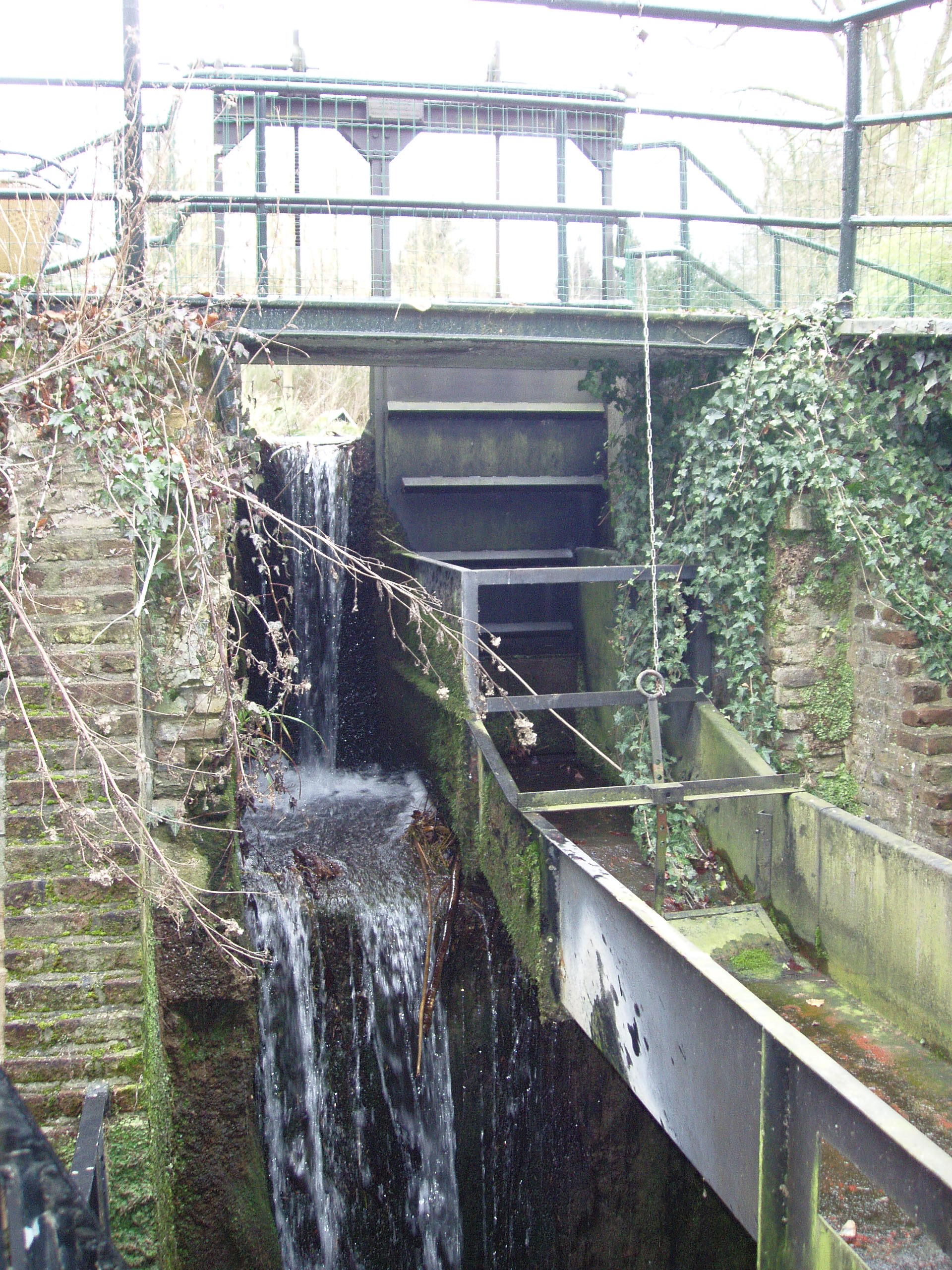
Slakmolen, kasteel Elsloo

## Aanwijzing tot rijksbeschermd gezicht
De procedure voor aanwijzing werd gestart op 2 juni 1969. Het gebied werd op 19 februari 1971 definitief aangewezen. Het beschermd gezicht beslaat een oppervlakte van 23,2 hectare.
Panden die binnen een beschermd gezicht vallen krijgen niet automatisch de status van beschermd monument. Wel zal de gemeente het bestemmingsplan aanpassen om nieuwe ontwikkelingen in het gebied te reguleren. De gezichtsbescherming richt zich op de stedenbouwkundige en cultuurhistorische waardering van een gebied en wil het toekomstig functioneren daarvan veiligstellen.
Het rijksbeschermd gezicht Elsloo is een van de twee beschermde dorpsgezichten binnen de gemeente Stein.